# Inndal
Het Inndal (Duits: Inntal) is een dal dat het oostelijke deel van de Alpen van het zuidwesten naar het noordoosten doorkruist. De rivier de Inn is de belangrijkste rivier die door het dal stroomt.
Het Inndal wordt ingedeeld in het Oberengadin en het Unterengadin in het Zwitserse kanton Graubünden, het Oberinntal en het Unterinntal in de Oostenrijkse deelstaat Tirol en het Inntal in de Duitse deelstaat Beieren, voordat het bij Rosenheim overgaat in de Beierse Hoogvlakte. Regelmatig wordt het gebied rondom Innsbruck ook wel als Mittelinntal aangeduid.

## Afbeeldingen

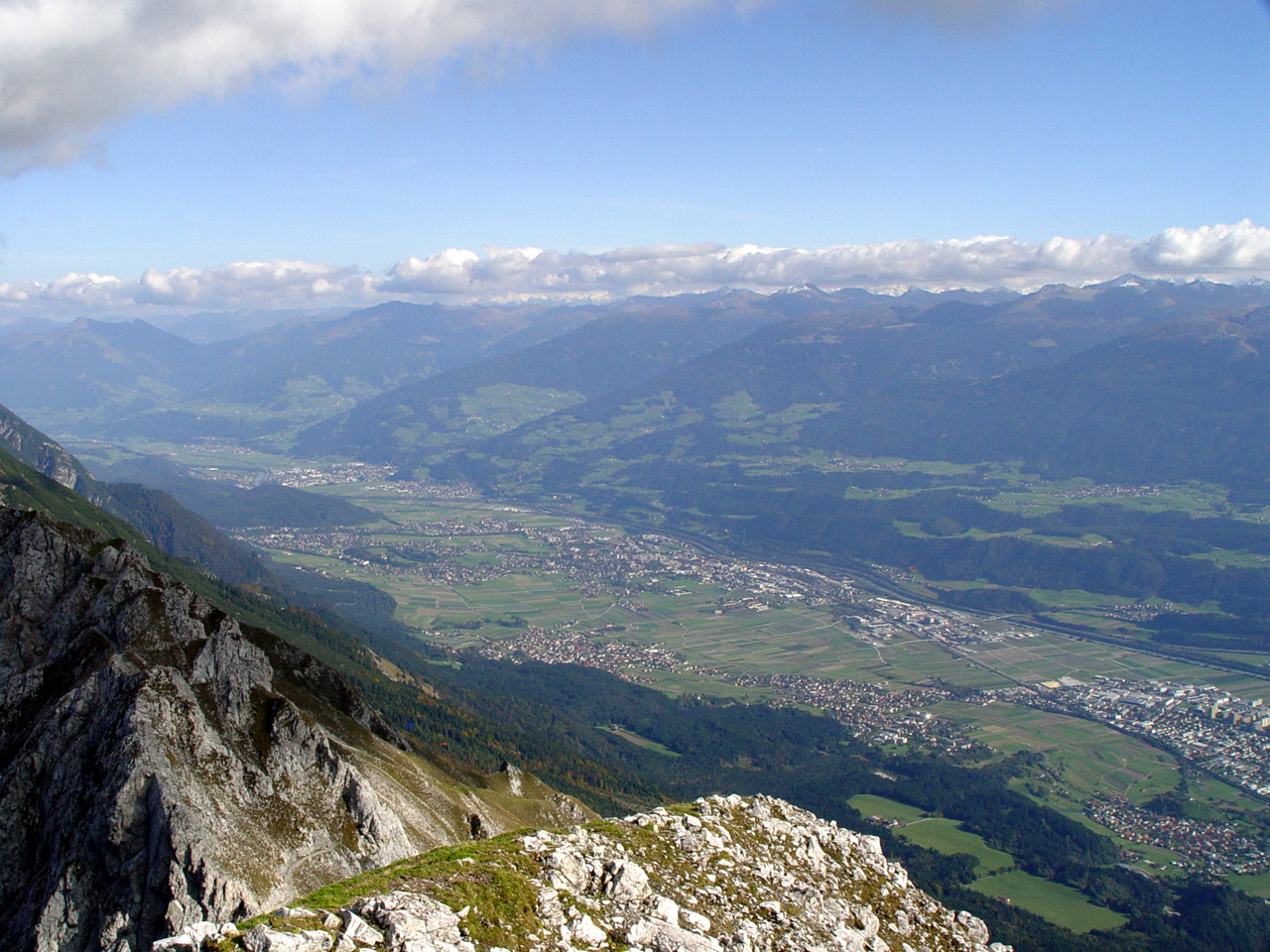
Het Inndal vanaf de Hafelekarspitze
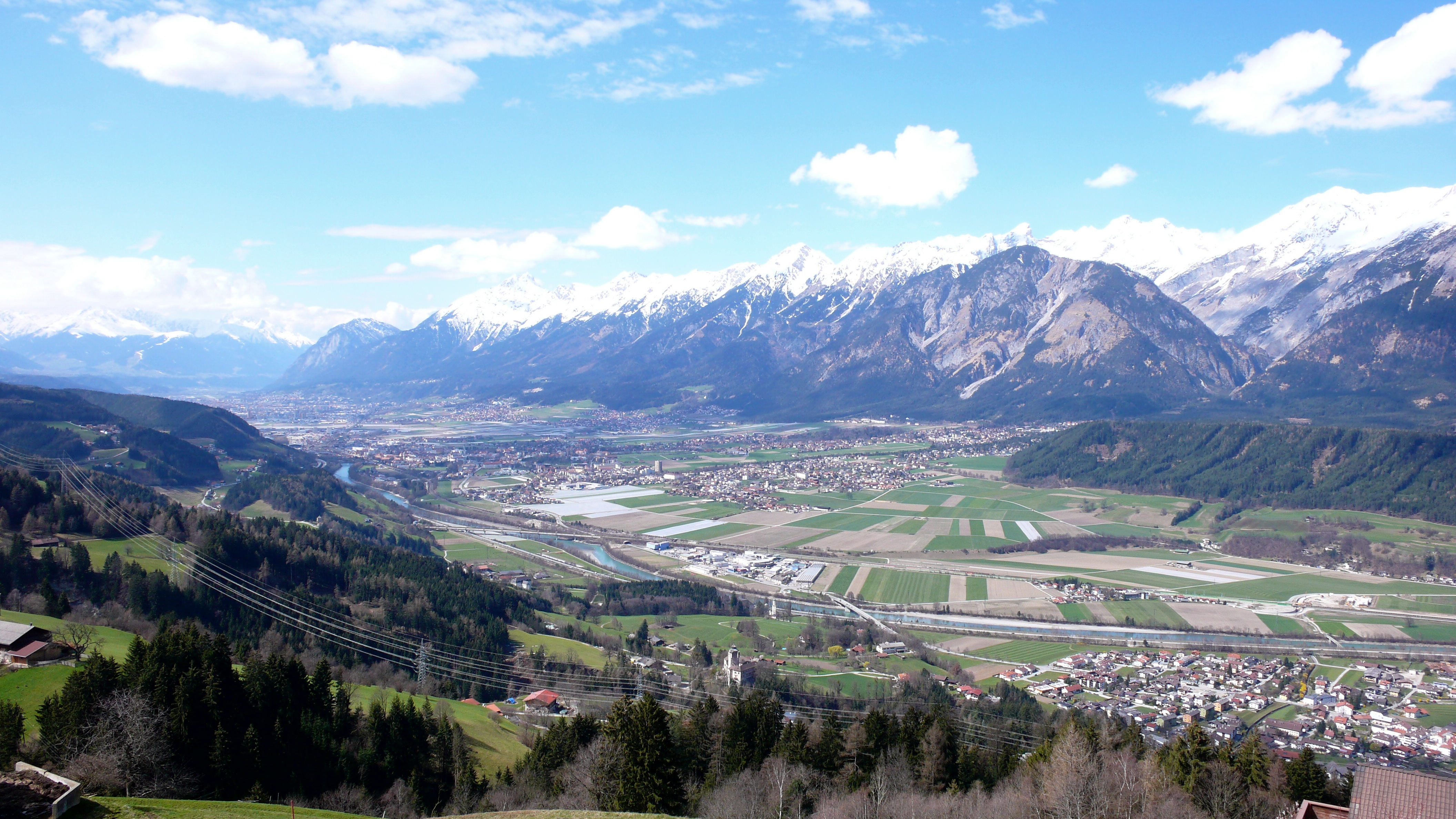
Het Inndal vanaf Volderberg richting Hall in Tirol en Innsbruck
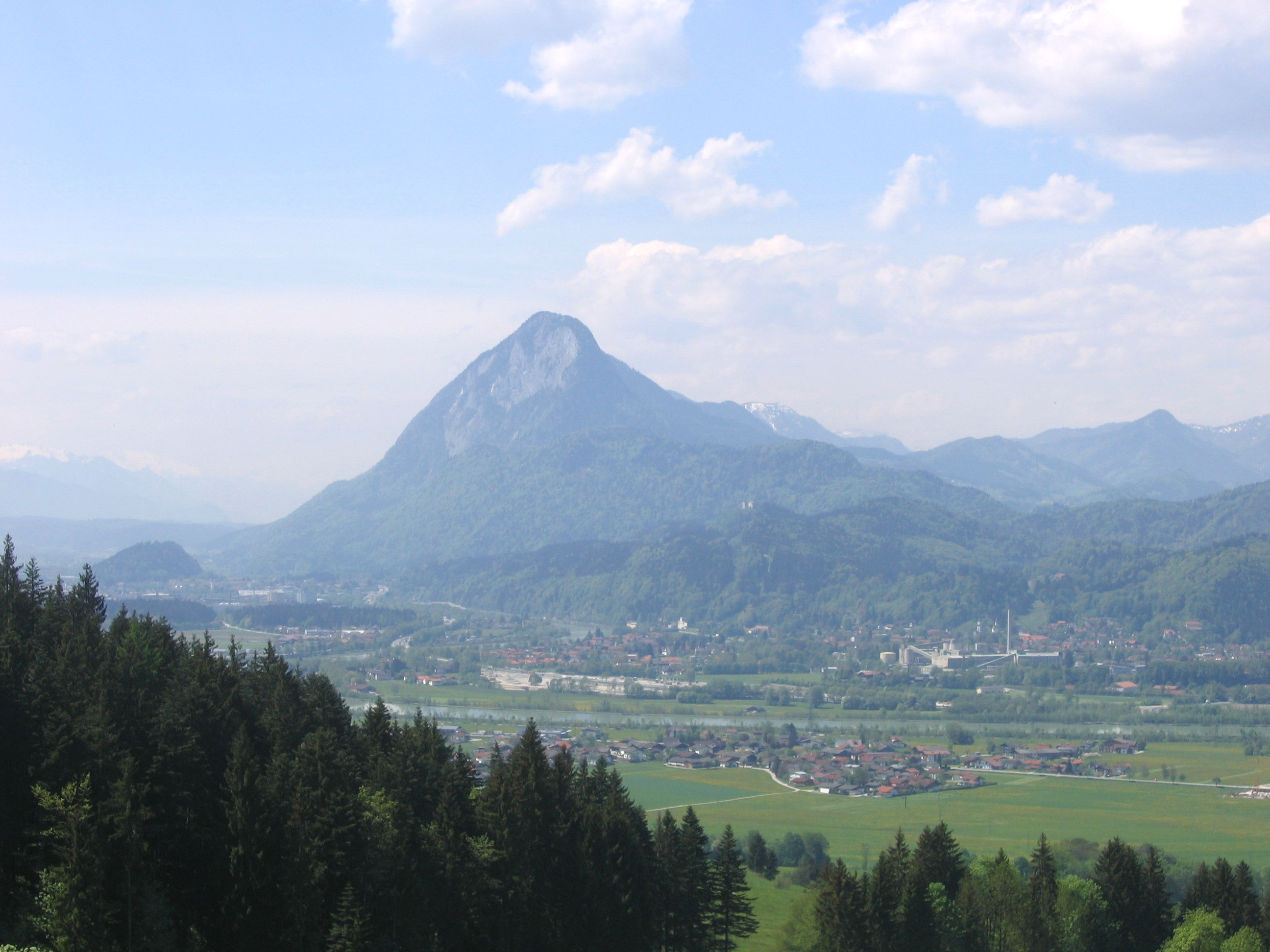
Het Inndal bij Kufstein en Kiefersfelden met de Pendling
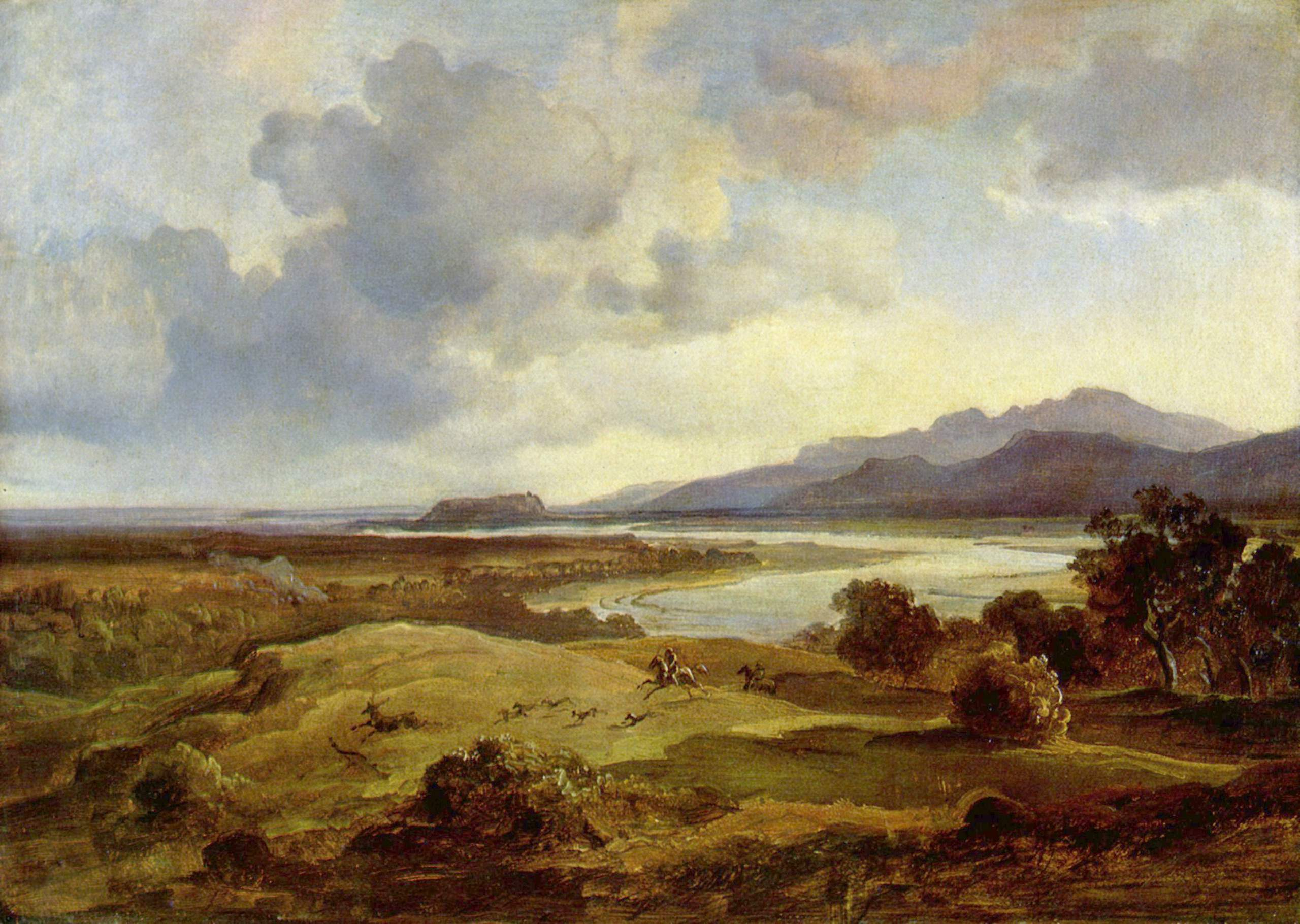
Het Inndal bij Neubeuern op een schilderij van Carl Rottmann (1823)